# Deslocalització
La deslocalització és el trasllat de les activitats de serveis o de producció cap a altres llocs fora de l'espai tradicional d'una empresa. De vegades s'utilitza la paraula anglesa offshoring. Els motius poden ser entre d'altres cost laboral, incentius fiscals o financers, normes socials o de medi ambient… Quan la deslocalització es du a terme dins el mateix territori, es parla de deslocalització propera o nearshoring.
Hi ha deslocalització quan es perd producció i ocupació industrial local com a conseqüència de la substitució per producció estrangera. Es pot fer, sigui per subcontractació especialitzada a empreses –jurídicament– independents, en anglès offshore outsourcing, sigui per la creació de filials de l'empresa, el que és aleshores una inversió directa a l'estranger, sigui pel tancament de línies de producció, la capacitat de les quals es concentra en altres fàbriques del mateix grup.
La reducció contínua del cost i del temps del transport que va començar des del segle xix, va permetre cada vegada més desvincular el lloc de producció del lloc de consum. La deslocalització de manufactures va començar a mitjan segle xx. Va accelerar pels acords comercials i l'abolició progressiu de les barreres (arranzels, normes, estandards industrials, infraestructures de transport…) i altres obstacles proteccionistes al comerç lliure que van fer possible produir allà on econòmicament és més interessant. Va donar un impuls considerable al sector de la logística indispensable per garantir que el components o els productes arribéssin a temps.
La deslocalització de serveis va seguir vers la fi del mateix segle, quan el desenvolupament de la telemàtica i d'internet va suprimir la necessitat d'una presència al mateix país. «Tots els serveis que es puguin fer a través d’un cable són susceptibles de ser deslocalitzats.» Concerneix, entre d'altres el manteniment d'aplicacions informàtiques, els centres d'atenció telefònica, la gestió, compres, el servei postventa, etc. quan el servei, mitjançant la xarxa telemàtica i internet, no necessita una presència al mateix país. S'hi va afegir des de principi del segle xxi la deslocalització de serveis d'enginyeria i de recerca científica.
La deslocalització extrema pot crear els seus propis problemes de dependència quan per qualsevol raó hi ha una ruptura considerable de la producció o la cadena logística (catàstrofe natural, vaga, naufragi, pandèmia…). La crisi sanitària del 2020, per exemple, amb les decisions dels diferents governs de tancar fronteres, ha paralitzat els intercanvis comercials. Igual com la diminució del cost del transport va fomentar la deslocalització, l'aplicació del principi del «cost real» del transport, en integrar-hi el cost de totes les externalitats, com ara la reparació dels danys al medi ambient, un impost al diòxid de carboni etc. podrà ser-hi un fre.